# Bomberman Blast
Bomberman Blast es un videojuego de acción desarrollado y distribuido por Hudson Soft para la Wii y WiiWare como parte de la franquicia Bomberman. El juego fue lanzado en dos versiones: un lanzamiento comercial físico y una versión de WiiWare conocida como Wi-Fi 8-Nin Battle Bomberman (Wi-Fi8人バトル ボンバーマン, Wi-Fi8 Nin Batoru Bonbāman). La versión comercial fue lanzada en Japón el 25 de septiembre de 2008, mientras que la versión de WiiWare fue lanzada el 30 de septiembre de 2008. La versión de WiiWare fue lanzada en Europa el 12 de septiembre de 2008; y en Norteamérica, el 29 de septiembre de 2008.

## Jugabilidad
La versión de WiiWare de Bomberman Blast solo contiene el modo de batalla tradicional, mientras que el lanzamiento comercial incluye, además, un modo historia y otras características adicionales. La historia se trata de Bomberman, quien debe salvar a los Miis del jugador, venciendo a los cinco jefes que los han secuestrado. El modo historia cubre 39 niveles a lo largo de 5 mundos, contando con 31 enemigos diferentes.
El juego contiene ítems nuevos, como un cohete que le permite al jugador volar, y un escudo. Muchos de los ítems pueden ser activados al sacudir el Wii Remote. En la versión comercial, los jugadores también pueden comprar mejoras y poderes, como corazones, Fire Ups, Bomb Ups y Speed Ups, al gastar gemas recolectadas durante las partidas. Además, los jugadores pueden usar sus Miis durante el juego, y la versión comercial ofrece un modo llamado Bomberman para Novatos, el cual les enseña las reglas básicas.
El juego se controla principalmente con el Wii Remote siendo sostenido horizontalmente como un control de NES. También admite controles de GameCube pero no los controles Classic; y admite 480p en pantallas 16:9, pero no emite en Dolby Pro Logic II. Cuando se utilizan cuatro Wii Remotes y cuatro controles de GameCube a la vez, este juego puede admitir hasta 8 jugadores en juego local.

### Modo batalla
El modo batalla admite juego en línea con clasificaciones, de hasta ocho jugadores, y tanto los jugadores de la versión comercial como la WiiWare pueden competir entre sí. Se incluyen 10 niveles de batalla en la versión de WiiWare, mientras que la comercial incluye 2 niveles extras, para un total de 12. El modo batalla de ocho jugadores se admite conectando cuatro controles de GameCube y cuatro Wii Remotes.
El modo batalla también introduce emotes para los jugadores. Los usuarios de WiiWare tienen acceso a 10 movimientos, mientras que en la versión comercial tienen acceso a 20 en total.

## Desarrollo y lanzamiento
2008, el año en que Bomberman Blast fue lanzado, coincidió con el 25to aniversario de la serie Bomberman. El juego fue desarrollado de forma interna por Hudson, a diferencia de Bomberman Live para Xbox Live Arcade, el cual fue tercerizado a Backbone Entertainment. Fue planeado originalmente para ser lanzado en junio de 2008, pero fue posteriormente atrasado a septiembre de 2008 debido a que Hudson quiso asegurarse de que el modo en línea fuese de máxima calidad.
El sitio web oficial abrió inicialmente el 28 de marzo de 2008[cita requerida], y se abrió por completo el 11 de julio de 2008. El título final fue revelado a través de la clasificación dada por German USK el 9 de julio de 2008.
Para celebrar el lanzamiento de Bomberman Blast, Hudson organizó un torneo de Bomberman Blast llamado «Bomb It Up».

## Recepción
El juego recibió reseñas «favorables» de acuerdo al sitio web agregador de reseñas Metacritic. En Japón, sin embargo, Famitsu le dio a la versión comercial un puntaje de 24 de 40.
En Eurogamer quedaron impresionados por la variedad de modos de juego y opciones disponibles, aunque creyeron que el juego fue «un poco caro» por cobrar 1000 puntos Wii, pero aun así sintieron que «es difícil discutir por un juego tan confiable». La Revista Oficial de Nintendo lo llamó una «versión brillante» de Bomberman y lo recomendó más que a Bomberman '93 de la Consola Virtual. No obstante, a pesar del elogio general del juego en línea, expresaron ciertas preocupaciones por unas «pocas instancias» de retraso, y también creyeron que algunos jugadores podrían rechazar el enfoque en batallas multijugador de la versión de WiiWare. La revista también lo clasificó como el 98vo mejor juego disponible en plataformas de Nintendo. IGN afirmó que, más allá de la falta de innovación y algunos inconvenientes menores con la interfaz, el juego es «un placer de jugar» y mantiene «esa calidad clásica y adictiva» de los juegos de Bomberman pasados.

## Secuela
Una secuela fue anunciada por Hudson titulada Bomberman Live: Battlefest para WiiWare en 2009. Sin embargo, el lanzamiento para WiiWare fue cancelado y se lanzó únicamente para Xbox Live Arcade en 2010.